# Антропософия
Антропософията (от думите на гръцки: ἄνθρωπος [антропос] – човек, и σοφία [софиа] – мъдрост), наричана още духовна наука от създателя си Рудолф Щайнер, е религиозно-мистично учение, основано през 1912 г. и отделило се от теософията.
Представлява опит да се изследват и опишат духовните явления със същата точност и яснота, с която природните науки описват физическия свят. Щайнер дава определението „наблюдение на душата чрез научна методология“. Според него всеки от трите вида душевни процеси (познавателни, емоционални и волеви) съответства на определена степен на съзнание.
Антропософията има за цел да изучи динамиката на отношенията между човека и духовния свят. Рудолф Щайнер споделя с последователите си, че тя е такъв път на познанието, по който духовните сили на човешкото същество могат да навлязат сред духовните сили на космоса.
Корените на антропософията се откриват в немската култура и трансценденталната философия на Хегел, Фихте и Шелинг, в поетичните и научните творби и разработки на Гьоте, както и в теософските (и Гьотеви) концепции за кармата и прераждането.